# Акропотамија
Акропотамија (грч. Ακροποταμιά) је насељено место у општини Кукуш у периферији Средишња Македонија, Грчка. Према попису из 2021. године било је 94 становника.
Село се раније звало Инанли. Припадало је групи турских махала које су се звале Бајрам Дере и 1920. године је имало 107 становника. Године 1924. турско становништво је принудно исељено у Турску а на њихово место су насељене грчке избегличке породице из Турске. На попису из 1928. године Акропотамија је имала 138 становника.